# Journées mondiales de la jeunesse 1989
Les Journées mondiales de la jeunesse 1989 sont un rassemblement de jeunes catholiques du monde entier qui s'est déroulé à Saint-Jacques-de-Compostelle en Espagne du 15 au 20 août 1989.

## Préparation

### Thème
Le thème choisi par le pape Jean-Paul II pour ces journées est tiré du 14e chapitre de l'Évangile de Jean, verset 6 : « Je suis le Chemin, la Vérité et la Vie ».

### Hymne
L'hymne de ces Journées Mondiales de la Jeunesse avait pour titre Somos los jovenes del 2000.